# Détroit de Iougor

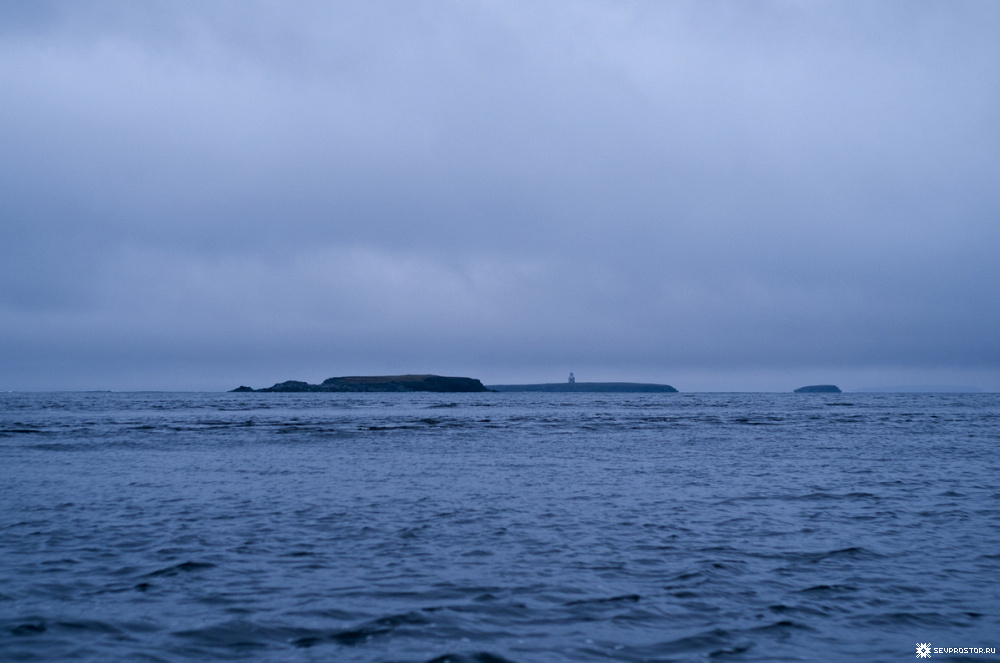
Côte orientale de l'île Vaïgatch.

Le détroit de Iougor (en russe : Югорский Шар, Iougorski Char) est un étroit bras de mer qui sépare l'île côtière de Vaïgatch de la Russie continentale. Intégré à la mer de Kara, il communique à son extrémité occidentale avec la mer de Barents. Sa largeur varie de 3 km à 10 km. 